# 博白县
博白县（邮政式拼音：Pokpak），古称白州。位于中国广西壮族自治区东南部，屬於玉林市。博白县也是广西肉类生产第一大、中国第十四大县市。东接广东省湛江市，南依北海市，西邻钦州市，北邻福绵区。縣人民政府駐博白鎮大街69號。

## 历史
秦代以前，博白地处于岭南，居民为百越民族中的西瓯和骆越等部族。
汉代初期，今博白县地属南越国，漢武帝征服南越後屬合浦郡。
在南北朝时期的梁代博白开始建县，距今已有1400余年。

## 行政区划
全县设置28个镇，辖村委会（街道居委会4个）319个，村民小组8622个。
博白镇、双凤镇、顿谷镇、水鸣镇、那林镇、江宁镇、三滩镇、黄凌镇、亚山镇、旺茂镇、东平镇、沙河镇、菱角镇、新田镇、凤山镇、宁潭镇、文地镇、英桥镇、那卜镇、大垌镇、沙陂镇、双旺镇、松旺镇、龙潭镇、大坝镇、永安镇、径口镇和浪平镇。

## 交通
- 呼北高速、 松铁高速、 玉湛高速、 241国道、 359国道
- 博白站：玉铁鐵路
- 文地站：黎湛鐵路

## 面积、人口、民族
根据(广西壮族自治区)玉林市第七次全国人口普查主要数据公报显示：博白县常住人口为1390612人，男性人口占比52.81%，女性人口占比47.19%，年龄结构中0-14岁占比32.06%，15-59岁占比52.51%，60岁以上占比15.43%，65岁以上占比11.22%。
全县总面积3835平方公里。2013年全县总人口 185万人。全县有汉、壮、瑶、苗、侗、仫佬、毛难、回、京、水等24个民族。

### 語言
县内主要通行客家话(也称新民话)、粵話地佬话。由于近代以来粤语曾具有岭南通用语的地位，因此，在博白不少中老年人也通晓粤语（广西口音）。
1832年刊印的《博白县志·礼俗篇》载：“博邑土音有三：地老话是唐宋前遂居此；新民话在有明（非元明）间多自江浙来，故声音与江浙相近；漳洲话自闽省（非闽西）来。”
北京大学王力教授就县志方音认为：“据我所知，现在博白没有漳州话。清道光时代博白是否有漳州话，不得而知。博邑土音者有三，似乎可信。但它说新民话在有明间多自江浙来，不可靠。我认为，新民话应该就是客家话，多自福建汀州来，或者从广东嘉应州来。”
故经过历史的变迁目前博白县方言主要是本地方言地老话，以及新民话（客家语）；
地老话分布地域：博白镇（含绿珠、城厢、柯木）、浪平镇、径口镇、水鸣镇、那林镇、永安镇、双凤镇、江宁镇、三滩镇、亚山镇、顿谷镇、旺茂镇、东平镇、沙河镇等人口约70万；
新民话分布地域：博白镇，径口镇、三滩镇、那卜镇、大垌镇、英桥镇、宁潭镇、凤山镇、东平镇、双旺镇、松旺镇、龙潭镇、江宁镇、沙河镇、菱角镇、顿谷镇、沙陂镇等人口约120万.

## 风土人情
博白县是土客混居的大县。博白土著有相当部分是西瓯越人后裔及较早迁入博白居民的后裔；客家居民多为明清两代从浙江、福建、广东迁移过来的客家人后裔，以及一些被客家同化的當地人。博白与闽、粤、港、澳等地习俗相近，岭南文化源远流长。

## 名胜
王力故居、云飞嶂、宴石山风景区、马门滩、伏波祠、绿珠庙、大平坡水楼、温罗温泉、江宁千鹤岛、八将岭。

## 氣候
全县属亚热带向热带过渡的季风气候区，年平均气温21.9℃，年均降雨量为1756毫米，全年无霜期一般长达350天以上。

## 矿产资源
矿产资源丰富，已探明矿藏有金、银、铜、钨、铅、铁、汞、锰、钛、独居石、锆英石、石灰石、花岗石、高岭土等40多种，其中银和瓷土的藏量较大，瓷土是全国十大瓷土基地之一，花岗石可采储量达15亿立方米。

## 特产
县內商品农业、特色农业和农业产业化经营已初具规模，名牌产品有编织工艺品、优质米、桂圆、荔枝、香蕉、博白蕹菜、瘦肉型猪、三黄鸡、速生丰产林、剑麻等。
博白空心菜(博白蕹菜)、博白桂圆肉：中国地理标志产品。
博白百香果，是举世闻名的香料水果。

## 地图
博白县交通地图

## 教育
- 博白县中学
- 王力中学
- 启德中学
- 白洲中学
- 博白三中
- 登高中学
- 龙潭中学
- 沙河中学
- 实验中学

## 重大事件

### 博白计生事件
2007年5月，因不满当局计划生育人员粗暴执法，引发多个乡镇群众围堵乡镇政府，最终28人被警方拘捕。

### 叶海燕事件
2013年5月，因为叶海燕抗议海南校长强奸小学生，叶海燕去海南抗议，因为维稳需要，博白公安陷害叶海燕，抓捕拘留了她，全国网友抗议这次事件。